# Jon Moya Martín
Jon Moya (Barakaldo, 5 de gener de 1983) és un exfutbolista basc, que ocupava la posició de defensa. Va ser internacional amb la selecció espanyola sub-17 i sub-19.

## Carrera esportiva
Format al planter de l'Athletic Club, debuta amb el primer equip la temporada 2004-05, tot jugant dos partits de la màxima categoria. A l'any següent és cedit al Terrassa FC i a la SD Eibar.
Després de jugar la 06/07 a l'equip de la seua ciutat natal, hi retorna al filial de l'Athletic Club. El 2008 fitxa per la UE Lleida, que milita a la Segona Divisió B.